# Charles Gos
Charles Gos, né le 7 octobre 1885 à Genève et mort le 13 avril 1949 à Martigny est un écrivain et journaliste suisse, auteur notamment de récits sur la montagne, l'alpinisme et l'histoire militaire. 

## Biographie
Son père Albert Gos (1852-1942) était un peintre de paysages de montagne. Il est, à partir de 1934, directeur de la collection Montagne aux éditions Victor Attinger. « Loin du simple récit de courses, ses écrits d'imagination témoignent d'une certaine sensibilité à des techniques littéraires modernes et traduisent une relation morale à la montagne, lieu de l'héroïsme individuel, de la patrie et de la contemplation esthétique. » Avec son frère photographe Émile comme chef-opérateur il produit plusieurs films de montagne dont La Croix du Cervin (1922), adapté de deux de ses nouvelles.

## Publications

### Sur la montagne
- Près des névés et des glaciers, Fischbacher, 1912, préface de Guido Rey, Dessins d'Albert Gos
- Propos d'un alpiniste, Payot, 1922
- L'Hôtel des Neuchâtellois : Un épisode de la conquête des Alpes, Payot, 1928 (revue par Jules Blache Revue de géographie alpine, 1929, vol. 17, no 1, p. 184-185 sur persée
- La croix du Cervin, Payot, 1919
- Le Cervin par l'image, Attinger, 1924
- La nuit des Drus, Attinger, 1929 (critique de J.-M. Asselin Vertical no 24, Juin 2002)
- Alpinisme anecdotique, Attinger, 1934
- Véronica, drame en cinq actes, musique de scène de Vincent d'Indy, Attinger, 1934
- Pour Miss Cynthia, Attinger, 1934
- Voyage de Saussure hors des Alpes, Attinger, 1935
- Tragédies alpestres, Les Éditions de France, 1940, (rééd. Éditions à la carte, 1997)
- Solitude montagnarde, (Impressions) Attinger, 1943
- Histoire abrégée de la montagne et de l'alpinisme de l'Antiquité à nos jours, Attinger, 1944
- Notre-Dame des neiges (roman), Attinger, 1947
- Le Cervin, Attinger, 1948

### Autres
- Croquis de Frontière : mobilisation suisse 1914-1916, suivis de récits militaires, Payot, 1916
- Sous le Drapeau, récits militaires, Payot, 1918
- L'autre horizon: histoire d'un volontaire suisse de la grande guerre, Attinger, 1931
- Point 510, Attinger, 1932
- Généraux suisses - Commandants en chef de l'armée suisse de Marignan à 1914, Attinger, 1932
- Voyageurs illustres en Suisse, Édition du Pavillon suisse, 1937